# Digam (Cameroun)
Digam est une localité du Cameroun située dans le département du Logone-et-Chari et la Région de l'Extrême-Nord, à proximité de la frontière avec le Nigeria. Elle fait partie de la commune de Makary et du canton d'Afade. On distingue parfois Digam Madio et Digam Tacha.

## Population
Lors du recensement de 2005, on a dénombré 384 habitants à Digam Madio et 16 à Digam Tacha.